# Pietro Senaldi
Pietro Senaldi (Milano, 22 settembre 1969) è un giornalista e opinionista italiano, direttore del quotidiano Libero dal 19 maggio 2016 al 16 maggio 2021 e attualmente condirettore della testata.

## Biografia
Nato a Milano, si avvicina alla Gioventù Liberale (organizzazione giovanile del Partito Liberale Italiano) al liceo, ma abbandona subito l'attività politica per dedicarsi esclusivamente al giornalismo. Dopo il diploma di maturità classica al Liceo Ginnasio Statale Cesare Beccaria e la laurea in Giurisprudenza all'Università degli Studi di Milano, inizia a collaborare intensamente con Il Giornale diretto da Vittorio Feltri e il Gruppo Mondadori. Supera il concorso per il master in giornalismo presso l'Istituto Ifg Walter Tobagi di Milano, che lascia per contribuire alla fondazione de La Padania con Gianluca Marchi, che seguirà due anni dopo a Roma come caporedattore presso Il Giornale d'Italia. Dal 1997 è iscritto come giornalista professionista all'Ordine dei Giornalisti della Lombardia.
Nel 2000 collabora alla fondazione di Libero, dove milita tuttora da allora, eccetto una parentesi di un anno e mezzo a Il Giornale tra il 2001 e il 2002 come caposervizio. Nel 2006 viene nominato vicedirettore, mentre nel 2011 digital editor del sito internet del quotidiano. Il 19 maggio 2016 viene nominato direttore responsabile.
Ha raggiunto una buona popolarità anche grazie alle sue frequenti apparizioni televisive di approfondimento politico in qualità di opinionista. È uno degli ospiti più frequenti delle trasmissioni di LA7 L'aria che tira, Omnibus e Tagadà, ma sono frequenti anche le sue apparizioni nei programmi di approfondimento politico su Rai, Mediaset e Sky, che lo ha lanciato come volto televisivo.
Nel maggio 2021 con la nomina di Alessandro Sallusti come direttore responsabile, viene nominato suo condirettore. Dopo 4 stagioni come ospite a Dimartedì, nel settembre 2022 diviene opinionista ricorrente a Cartabianca, talk show condotto da Bianca Berlinguer.

## Controversie e procedimenti giudiziari
Il 29 novembre 2018 Carlo Verna, allora presidente nazionale dell'Ordine dei giornalisti, sottoscrisse, a fronte del titolo di Libero “Viva il gommista che ha ucciso uno dei criminali, merita una medaglia”, una segnalazione al consiglio di disciplina nei confronti di Pietro Senaldi.

Sempre Carlo Verna il 23 gennaio 2019, dispose un'altra segnalazione al consiglio di disciplina competente nei confronti di Senaldi per la pubblicazione del titolo in prima pagina di Libero “calano fatturato e Pil ma aumentano i gay“.
Tra aprile e maggio 2019 è convocato due volte dal consiglio di disciplina territoriale dell'Ordine dei giornalisti della Lombardia, riguardo varie segnalazioni attinenti le modalità di titolazione del quotidiano diretto da Senaldi, nonché la modalità di gestione di alcune notizie. Lo stesso Odg lombardo rende noto che il consiglio di disciplina territoriale ha gestito dieci fascicoli disciplinari relativi a Libero e Senaldi, in qualità di direttore pro tempore già allora in carica.
Nell'ottobre del 2021 il Tribunale di Catania lo condanna, assieme al direttore editoriale Vittorio Feltri, a pagare 5 000 euro di multa per diffamazione nei confronti di Virginia Raggi. Il 10 febbraio 2017 Libero aveva infatti dedicato la prima pagina all'allora sindaca di Roma presentando un articolo su alcune sue vicende istituzionali e personali col titolo Patata bollente.. Il 26 giugno 2023 la Corte d’Appello di Catania ha confermato definitivamente la condanna per Pietro Senaldi e Vittorio Feltri.

## Televisione
- Porta a Porta (Rai 1) - ospite ricorrente
- TG2 Post (Rai 2) - ospite ricorrente
- Agorà (Rai 3) - ospite ricorrente
- Cartabianca (Rai 3) - ospite fisso
- Stasera Italia (Rete 4) - ospite ricorrente
- Controcorrente (Rete 4) - ospite fisso
- Quarta Repubblica (Rete 4) - ospite ricorrente
- Dritto e rovescio (Rete 4) - ospite ricorrente
- Zona bianca (Rete 4) - ospite ricorrente
- L'aria che tira (LA7) - ospite ricorrente
- Omnibus (LA7) - ospite ricorrente
- Tagadà (LA7) - ospite ricorrente